# 软件包
软件包（packaged software）是对于一种软件所进行打包的方式。在不同的操作系统中，软件包的类型有很大的区别。

## 对于Linux、BSD系统
在Linux、BSD系统中，软件包主要以两种形式出现：二进制包以及源代码包。

### 二进制包
1. rpm：传统的red hat linux二进制包。
2. deb：debian系列的二进制包。
3. Autopackage

### 源码包管理
源代码包则主要适用于自由软件的安装，用户需要自己编译它们。
1. portage：gentoo的包管理工具。

## 对于Windows系统
在Windows中，软件包大多数以安装程序的方式出现，可以将软件安装在制定的目录中，也有直接使用压缩工具打包的，解压缩之后便可运行。